# 手机2
手机2，由2003年电影《手机》原班人马拍摄的一部电影，于2018年立案、拍摄，导演冯小刚，编剧刘震云。暂未上映。

## 拍摄
2016年3月，华谊H计划发布会上，冯小刚作为美拉影业负责人上台介绍新片计划时曾重点推介《手机2》和《歌声离我远去》（既2017年上映的电影《芳华》），称《手机2》“既是一部喜剧也是一部恐怖片”。
2018年3月，《手机2之朋友圈》出现在广电总局最新公布的剧本（梗概）备案、立项公示通知中。根据备案公示，编剧为刘震云，主角仍为《手机》中葛优饰演的严守一，但身份从电视主持人变为网站“朋友圈”的主持人。根据报道，该片拍摄已经杀青，计划2019年上映。

## 早期宣传与争议
2018年5月10日晚，冯小刚在其微博公布《手机2》概念海报既剧组人员照片，包括编剧刘震云，主演葛优、范冰冰、张国立、徐帆、范伟在内的电影《手机》原班人马悉数回归。5月11日，主持人崔永元在其微博公布其4月7日与刘震云的短信记录，短信中崔表示不希望刘使用“手机2”命名，以避免引起不必要的联想和议论，崔永元曾因电影《手机》中情节映射的问题受到不好的影响，刘称新作品将命名为“朋友圈”，而冯小刚公布的海报中却仍旧使用了“手机2”的命名，崔在这条微博评论称“冯小刚是渣子大家都知道，刘震云变成渣子速度偏快了一些。”其后，崔永元在其微博曝光了范冰冰的阴阳合同问题，后经过税务部门调查，范冰冰及其担任法定代表人的企业因偷逃税款遭巨额处罚。